# Unfall beim 24-Stunden-Rennen von Le Mans 1955

Grafik des Unfalls von 1955: (26-blau) Lance Macklin (Austin-Healey 100) wurde überholt von (6-grün) Mike Hawthorn (Jaguar), der vor (26-blau) Macklin einschert und scharf abbremst, um noch in die Boxengasse („Pit“) zu kommen. (26-blau) Macklin muss nach links ausweichen, wo (20-grau) Pierre Levegh (Mercedes) mit ca. 240 km/h herankommt (siehe Fließtext). (19-grau) Juan Manuel Fangio (Mercedes), der ebenfalls mit ca. 240 km/h fährt, wird durch ein Handzeichen seines Teamgefährten Levegh gewarnt und kann dem schwer beschädigten Austin von Macklin unbeschadet ausweichen. Der ganze Unfall dauerte 4 Sekunden

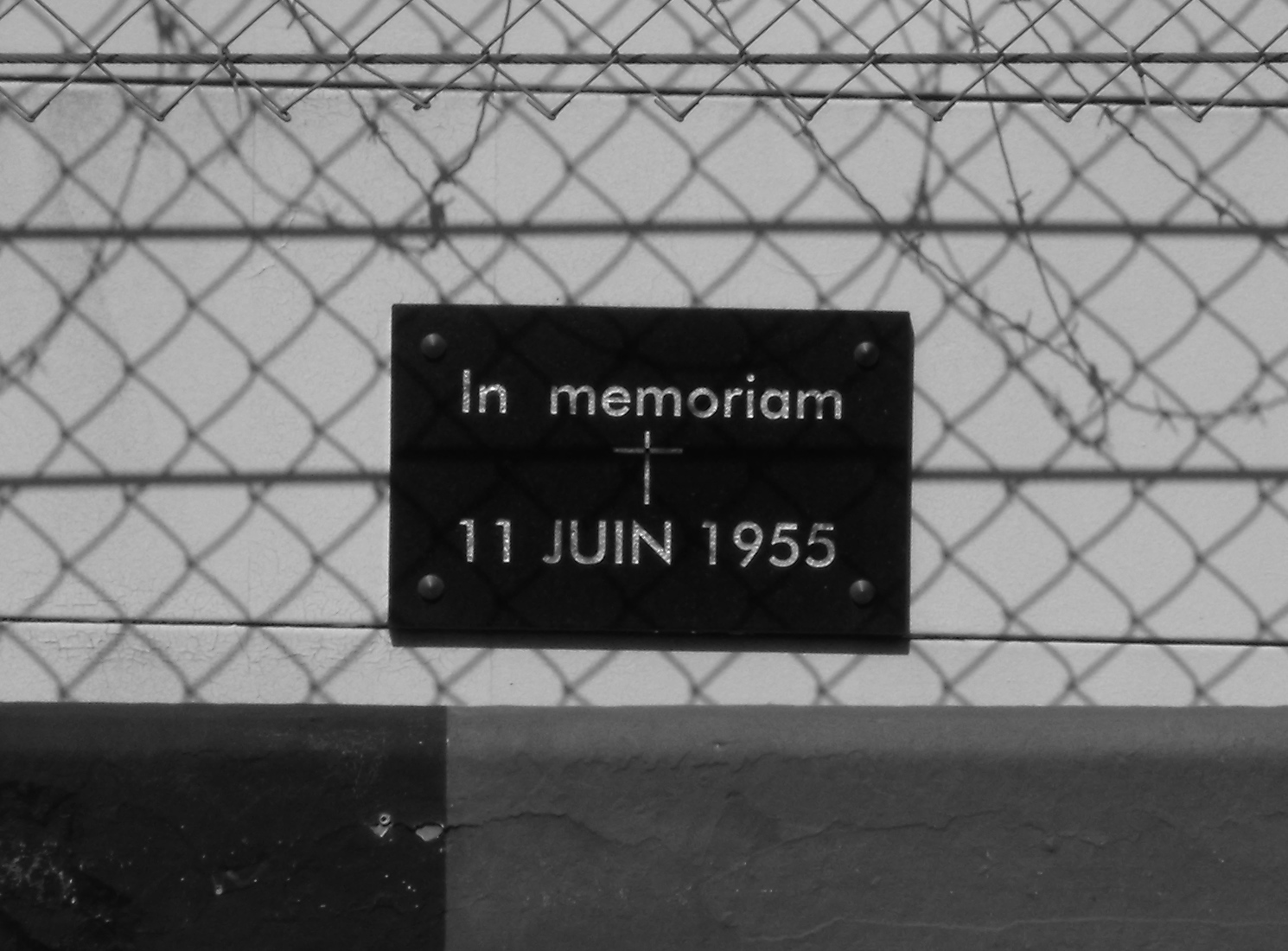
Die Plakette, die an die Toten des Unfalls erinnert. Inzwischen ist sie am Sicherheitszaun montiert

Der Unfall beim 24-Stunden-Rennen von Le Mans 1955 am 11. Juni 1955 gilt als bislang schwerste Katastrophe im Motorsport. Infolge einer Kollision der Wagen des Franzosen Pierre Levegh und des Engländers Lance Macklin, verursacht durch ein rücksichtsloses Manöver von dessen Landsmann Mike Hawthorn, starben 84 Menschen.

## Zur Vorgeschichte
Pierre Levegh wurde Anfang 1955 von der Mercedes-Motorsportabteilung als Werksfahrer engagiert. Einer der Gründe für das Engagement Leveghs war seine Entschlossenheit, die er im Le-Mans-Rennen 1952 gezeigt hatte. Obwohl damals ein zweiter Fahrer zur Verfügung stand, nahm sich Levegh nicht die Zeit zum Fahrerwechsel, sondern fuhr 23 Stunden am Stück. Wegen eines Motorschadens 70 Minuten vor Rennende verlor Levegh die Führung und musste aufgeben.
Levegh startete in Le Mans anstelle des eigentlich gesetzten Hans Herrmann, der beim Training für den Grand Prix von Monaco 1955 schwere Verletzungen erlitten hatte und daher in Le Mans nicht antreten konnte. Herrmann lag im Krankenhaus und beobachtete das Rennen im Fernsehen.
Mercedes stellte Levegh den neuen Sportwagen Mercedes-Benz 300 SLR zur Verfügung, mit dem er in der dritten Sportwagen-Weltmeisterschaft der FIA 1955 debütierte. 
Der 300 SLR hatte einen Gitterrohrrahmen und eine Karosserie aus der Magnesium-Legierung Elektron. Allerdings hatte der Wagen nicht wie der Konkurrent Jaguar D-Type Scheiben-, sondern Trommelbremsen. Um dieses Manko zu kompensieren und die Bremswirkung zu verstärken, verfügte der Mercedes über eine Luftbremse (von der Funktionsweise ähnlich der Störklappe am Flugzeug): eine Klappe hinter dem Fahrer konnte bei Bremsungen manuell senkrecht in den Fahrtwind gestellt werden und bewirkte mehr Bodenhaftung und durch die erzeugten Luftwirbel eine gewisse Verzögerung.
Sicherheit war damals eher nebensächlich. Sicherheitsgurte gab es noch nicht, die Rennstrecke war außerhalb des Rennens eine einfache Landstraße und wurde seit den 1920er-Jahren sicherheitstechnisch nicht den immer höheren Geschwindigkeiten der Rennwagen angepasst, die jetzt mit ca. 300 km/h im Gegensatz zu damals knapp 100 km/h fuhren. Zum Schutz von Zuschauern und Rennfahrern wurden Holzzäune und Strohballen eingesetzt.
Das Rennen war ungewöhnlich stark besucht; es sollen sich um die 300.000 Zuschauer eingefunden haben. Die Haupttribüne gegenüber den Boxen war überfüllt; Zuschauer standen auf Leitern und übergelegten Brettern.

## Unfallhergang
Pierre Levegh (Mercedes) mit der Startnummer 20 begann das Rennen. Sein Partner war der US-Amerikaner John Fitch, der ihn später ablösen sollte. Favoriten für das Rennen waren neben Mercedes und Jaguar die Autos von Ferrari, Aston Martin und Maserati.
Schon in der Frühphase des Rennens begannen die Positionskämpfe. Um 18:26 Uhr, knapp zwei Stunden nach Rennbeginn, war die 35. Runde fast beendet. Mike Hawthorn führte das Feld mit seinem Jaguar knapp vor Juan Manuel Fangio im Mercedes an. Dazwischen fuhr der schon überrundete Pierre Levegh. Vor Hawthorn lag der Brite Lance Macklin in seinem Austin-Healey 100. Hawthorn überrundete den langsameren Engländer und scherte knapp vor Macklin ein, um an der Box einen planmäßigen Stopp anzutreten. Die Boxengasse war damals nicht baulich von der Strecke getrennt, die Fahrzeuge hielten unmittelbar am rechten Fahrbahnrand der Geraden. Die Scheibenbremsen des Jaguars bremsten den Wagen schneller ab als die Trommelbremsen den Austin-Healey. Um dem nun langsamer werdenden Jaguar Hawthorns auszuweichen, musste Macklin nach links aus der Spur wechseln. Doch er sah nicht, dass sich von hinten Levegh (zu diesem Zeitpunkt Sechstplatzierter) und direkt dahinter dessen Teamkollege Fangio näherten. In fast allen Publikationen, die sich mit dem Unfall bei diesem Rennen beschäftigen, wird das unglückliche Manöver von Hawthorn als Auslöser des Unfalls dargestellt. Warum der Engländer erst Macklin überholte und danach sofort hart abbremste, um die Box anzusteuern, ist bis heute unklar. Er selbst gab darüber nie Auskunft.
Levegh, noch vor Fangio, hatte kaum Zeit zu reagieren. Der Mercedes berührte bei vollem Tempo den langsameren Austin Macklins am Heck. Aus aerodynamischen Gründen war die Karosserie des Austin nach hinten abfallend gestaltet, was nun wie eine Rampe wirkte. Leveghs Mercedes fuhr auf und hob ab. Dabei bekam der Mercedes einen Linksdrall, der ihn auf einen Erdwall schleuderte, der zum Schutz der Zuschauer errichtet worden war.
Der Mercedes schlug auf dem Erdhügel auf, und der Wagen überschlug sich. Dabei wurden Wrackteile weiter in Fahrtrichtung geschleudert, darunter die Motorhaube und die Vorderachse, die durch die Zuschauer auf der Haupttribüne flogen. Der Motorblock brach durch das Chassis und wurde auch in die Zuschauermenge geschleudert. Levegh fiel beim Überschlag aus dem Wagen. Der Benzintank, der hinter dem Fahrersitz montiert war, platzte, der Treibstoff geriet in Brand. Dadurch wurde die Karosserie bis über die Zündtemperatur erhitzt. Die Magnesium-Legierung brannte mit weißer Flamme, die Fahrbahn und die Zuschauer wurden mit Asche bedeckt. Helfer versuchten erfolglos, das brennende Wrack freizubekommen. Weil sie nicht wussten, aus welchem Material die Karosserie bestand, versuchten sie, das Feuer mit Wasser zu löschen. Diese Löschversuche ließen den Brand nur noch heftiger werden (siehe auch: Gefahren und Schutzmaßnahmen: Magnesium). Der Mercedes brannte noch mehrere Stunden. Mehr als 80 Zuschauer starben durch die herumwirbelnden Wrackteile und durch das Feuer. Levegh erlag noch am Unfallort seinen schweren Verletzungen.
Fangio, gewarnt durch ein Handzeichen Leveghs, konnte Macklins schwer beschädigtem Austin ausweichen, der nun über die rechte Seite der Fahrbahn schlingerte. Der Austin fuhr gegen die Boxenmauer, wobei sein Wagen drei Menschen erfasste, und wurde wieder zurück auf die Fahrbahn geschleudert. Nicht weit vom brennenden Mercedes schlug der Austin in die linke Leitplanke und tötete dadurch einen weiteren Zuschauer. Macklin überlebte den Unfall.

## Das weitere Rennen
Das Rennen wurde trotz des Unfalles fortgesetzt. In der offiziellen Begründung hieß es, man wolle den Rettungskräften die Zufahrtsstraßen freihalten. Auch Hawthorn beteiligte sich nach seinem Boxenstopp weiter am Rennen, obwohl er Verursacher der Katastrophe war.
Als die Zentrale von Mercedes-Benz in der Nacht über die Zahl der Toten und Verletzten informiert wurde, entschloss man sich, die beiden verbliebenen Fahrerteams (Juan Manuel Fangio/Stirling Moss und Karl Kling/André Simon) aus dem Rennen zu nehmen. Zu dem Zeitpunkt führte Mercedes mit einer Runde Vorsprung vor Jaguar.
Jaguar ließ seine Teams im Rennen, da sie sich nicht für den Unfall verantwortlich fühlten. Mike Hawthorn gewann das Rennen zusammen mit seinem Team-Kameraden und Landsmann Ivor Bueb. Aus Respekt vor den Opfern verzichteten sie auf eine Siegesfeier. Am nächsten Tag wurde in der Kathedrale von Le Mans ein Trauergottesdienst für die Toten gehalten.

## Nachwirkungen
In Frankreich, Deutschland, Spanien und in der Schweiz wurden nach der Tragödie Motorsport-Veranstaltungen abgesagt oder verboten. In anderen Ländern wurden Strecken umgebaut und Sicherheitsvorkehrungen verbessert. Eine offizielle Untersuchungskommission kam zu dem Schluss, dass der Rennstall Jaguar nicht für die Katastrophe verantwortlich gewesen sei, es habe sich um einen reinen Rennunfall gehandelt. Dass 83 Zuschauer starben, sei auf mangelnde Sicherheitsvorkehrungen zurückzuführen. 
In dieser WM-Saison fanden noch zwei weitere Rennen statt, die International Tourist Trophy in Großbritannien und die Targa Florio in Italien, welche einige Monate später abgehalten wurden. Mercedes-Wagen gewannen beide Rennen, so dass Mercedes die Konstrukteurs-Weltmeisterschaft gewann.
Nach dem letzten Rennen zog sich Mercedes-Benz zunächst vom Motorsport zurück. Irrtümlich wurde angenommen, die Katastrophe von Le Mans sei Auslöser dieses Entschlusses gewesen, aber der Vorstand hatte die Entscheidung zum Rückzug am Jahresende schon im Frühjahr 1955, also Monate vor dem Unglücksrennen, getroffen.

### Verbot in der Schweiz
Die Schweiz erließ als Folge des Unfalls ein Verbot für Rundstreckenrennen, welches erst 2022 aufgehoben wurde. Ein vorheriger parlamentarischer Vorstoß, der das Verbot aufheben wollte, war 2009 am Nichteintretensbeschluss des Ständerats gescheitert.

## Film
- 2010: Guido Knopp: ZDF-History: Die Katastrophe von Le Mans. Rennen in den Tod. Dokumentation, 2010, 52 Min, Produzent ZDF.[3]
- 2018: Le Mans 1955, Regie Quentin Baillieux, Animationsfilm/Kurzfilm[4]
- 2022: Le Mans 1955, Regie: Emmanuel Reyé, Dokumentarfilm, 2022, 90 Min[5]